# Пустоловине Мачка у Чизмама
Авантуре Мачка у Чизмама (енгл. The Adventures of Puss in Boots) је америчка рачунарски-анимирана веб телевизијска серија. Глуми лик Мачка у Чизмама из франшизе Шрек DreamWorks Animation-а и његовог спин-оф филма из 2011. ком позајмљује глас Ерик Бауза. Серија је имала премијеру 16. јануара 2015. године са пет епизода на стриминг услузи Netflix; шеста и финална сезона је објављена 26. јануара 2018. године. Серија се емитовала од 11. новембра 2017. до 27. маја 2018. године на каналу Minimax у Србији. Српску синхронизацију је радио Студио.

## Радња
Серија је смештена пре догађаја филма Мачак у Чизмама (2011) и види како се Мачак у Чизмама бори против бескрајне легије освајача да заштити претходно скривено село Сан Лоренцо, након што је својим поступцима ненамерно прекинуо чаролију која је заштитила његово легендарно мистично благо од спољног света. После тога, мора пронаћи начин да обнови заштитну чаролију која ће град још једном заогрнути.